# Agi Lamm
Magdalena Agnes „Agi“ Lamm (geboren 7. Juni 1914 in Budapest, Österreich-Ungarn; gestorben 25. August 1996 in Buenos Aires) war eine ungarisch-argentinische Grafikerin und Illustratorin.

## Leben
Magdalena Agnes Lamm wuchs als einziges Kind eines Gutsbesitzers in der Puszta auf. Nachdem sie kurze Zeit in Budapest die Schule besucht hatte, zog sie Ende der 1920er Jahre mit der Mutter nach Belgrad, wo sie vom Bildhauer Petrus Pallavicini (1886–1956) unterrichtet wurde. 1930 begann sie ihre Ausbildung in der Modeklasse von Eduard Josef Wimmer-Wisgrill an der Kunstgewerbeschule Wien und arbeitete als Bühnenbildnerin in Wiener Kabaretts. Nach dem Anschluss Österreichs 1938 emigrierte Lamm über Frankreich und Bolivien nach Argentinien, wo sie 1940 ankam.
Unter dem Pseudonym Agi arbeitete sie in Buenos Aires als Grafikerin. Mit der ebenfalls emigrierten Pianistin Rita Kurzmann-Leuchter gab sie Musikbücher heraus. Im Jahr 1945 erhielt sie auf dem „Festival Nacional Infantil“ den ersten Preis für die Illustrationen zur Kleinen Meerjungfrau von Hans Christian Andersen. Auch für die emigrierte Susi Hochstimm (geboren 1920) illustrierte sie in dem Verlag Abril Kinderbücher. Agi fand auch Anerkennung mit der künstlerischen und kunsthandwerklichen Umsetzung indianischer Volkskunst aus der Region Jujuy.

## Illustrierte Bücher (Auswahl)
- Brüder Grimm: Hansel y Gretel. Buenos Aires: Abril, 1948.
- Hans Christian Andersen: La sirenetta. Mailand : Mondadori, 1950 (it).
- Francisco Espínola: Saltoncito. Buenos Aires: Ed. Univ. de Buenos Aires, 1967.
- Rita Kurzmann-Leuchter: El pequeño violinista rondas, canciones, danzas populares argentinas arregladas para la enseñanza primaria para violín con acompañamiento de otro violín o de piano. Buenos Aires: Ricordi Americana, 1942.
- Rita Kurzmann-Leuchter: Canciones infantiles Europeas. Buenos Aires: Ricordi Americana, 1950. (3. Aufl.)
- Rita Kurzmann-Leuchter: Canciones de navidad. Buenos Aires Ricordi Americana, 1998.
- Una aventura entre las flores. Buenos Aires : Abril, 1946.
- Yo soy la familia Quiquiriqui. Buenos Aires : Abril, 1949.
- Susi Hochstimm: Yo soy el indiecito. Buenos Aires : Abril, 1950.
- Susi Hochstimm: Yo soy el osito de juguete. Buenos Aires : Abril, 1950.